# Richard Katz (Schriftsteller)

Richard Katz in den 1950er Jahren

Richard Katz und sein Papagei Rachele in der Villa Jorana in Locarno-Monti, in den 1950er Jahren

Schriftsteller Erich Maria Remarque (rechts) mit Richard Katz (links) in Porto Ronco bei Ascona, in den 1950er Jahren

Schriftsteller Erich Maria Remarque mit Richard Katz (Mitte) und Paulette Goddard in Porto Ronco bei Ascona

Schriftsteller Richard Katz in der Villa Jorana in Locarno-Monti, in den 1950er Jahren

Richard Katz (geboren 21. Oktober 1888 in Prag, Österreich-Ungarn; gestorben 8. November 1968 in Muralto, Tessin) war ein deutsch-brasilianischer Journalist und Reiseschriftsteller böhmischer Herkunft.

## Leben
Nach der Matura studierte Katz Jura an der Deutschen Universität in Prag. Er wurde Mitglied der Saxonia Prag im Burschenbunds-Convent. Bereits als Student begann er für verschiedene Zeitungen und Zeitschriften zu schreiben. Die Vossische Zeitung engagierte Katz sofort nach seinem Studium für ihr Büro in Prag. Für diese Zeitung bereiste er auch als „reisender Reporter“ (Sonderberichterstatter) für weit über ein Jahr Ostasien. 1902 setzte Katz als Herausgeber das Sammelwerk Architektonische Charakterbilder fort.
Nach dem Ersten Weltkrieg ging Katz 1919 nach Leipzig und avancierte dort 1924 zum Leiter der Leipziger Verlagsdruckerei. Diesen Posten hatte er zwei Jahre inne. Von Dezember 1924 bis November 1926 unternahm er eine Weltreise und berichtete darüber in seinem Buch Ein Bummel um die Welt, Berlin 1927. In den Jahren 1928 bis 1930 war er als Prokurist für den Ullstein Verlag in Berlin tätig. Als solcher gründete Katz die Wochenzeitung Die Grüne Post, die schon nach sehr kurzer Zeit über eine Million Auflage erreichte. Durch diesen finanziellen Erfolg konnte sich Katz ab 1930 als unabhängiger Schriftsteller etablieren. In der Zwischenkriegszeit war Katz neben Colin Ross und A. E. Johann einer der erfolgreichsten Reiseschriftsteller deutscher Sprache. Er hat fast die ganze Welt bereist und zeichnet sich durch einen einzigartigen, kritisch-humorvollen Stil aus.
1933 musste Katz in die Schweiz emigrieren, weil er jüdischer Abstammung war, von dort 1941 nach Brasilien, weil er Deutscher war. Er nahm die brasilianische Staatsbürgerschaft an, litt aber unter starkem Heimweh, was sich in den dort entstandenen Büchern äußerte, und kehrte darum 1956 zurück in die Schweiz. Mit den dort entstandenen Büchern konnte er zwar nicht ganz an seine früheren Erfolge mit Reiseliteratur anknüpfen, war aber mit den Tier- und Gartenbüchern, die in zahlreichen Auflagen als Taschenbücher erschienen, dennoch ein sehr populärer Schriftsteller seiner Zeit. Er starb 1968 in seiner Villa Locarno-Monti oberhalb von Locarno.

## Werke
Kriminalroman
- Per Hills schwerster Fall 1956 (Rowohlt, rororo 198, Copyright Fretz & Wasmuth Zürich)

### Reisebücher
- Ein Bummel um die Welt. 1927.
- Heitere Tage mit braunen Menschen. 1930.
- Funkelnder Ferner Osten. 1930.
- Zickzack durch Südamerika. 1931.
- Ernte. 1932.
- Mein Inselbuch. Geschrieben 1941, Copyright Eugen Rentsch Verlag 1950.
- Begegnungen in Rio. Geschrieben 1942, im zweiten Jahr seines Brasilienaufenthaltes, Copyright Eugen Rentsch Verlag 1945.
- Seltsame Fahrten in Brasilien. Geschrieben Ende 1944, Copyright Eugen Rentsch Verlag 1947.
- Auf dem Amazonas. 1946.
- Weltreise in der Johannisnacht. 1953.

### Tier- und Gartenbücher
- Einsames Leben. Ein Buch von Hunden und Pflanzen. Eugen Rentsch Verlag, 1936.
- Von Hund zu Hund. Mit Federzeichnungen von Helmar Becker-Berke. Albert Müller Verlag, AG, Rüschlikon-Zürich, 1956.
- Spaß mit Hunden. 1957.
- Übern Gartenhag. Albert Müller Verlag, AG, Rüschlikon-Zürich, 1961.
- Steckenpferde
- Kleinode der Natur

### Weltanschauliches Hauptwerk
- Drei Gesichter Luzifers. Lärm, Maschinen, Geschäft. 1934.

### Fast autobiographisch
- Leid in der Stadt.1938.